# Vrela (Cetinje)
Pour les articles homonymes, voir Vrela.
Vrela (en serbe cyrillique : Врела) est un village du sud du Monténégro, dans la municipalité de Cetinje.

## Démographie

### Évolution historique de la population[1]
| 1948 | 1953 | 1961 | 1971 | 1981 | 1991 | 2003 |
| ---- | ---- | ---- | ---- | ---- | ---- | ---- |
| 141  | 147  | 129  | 68   | 68   | 50   | 35   |